# Heinrich Meyer

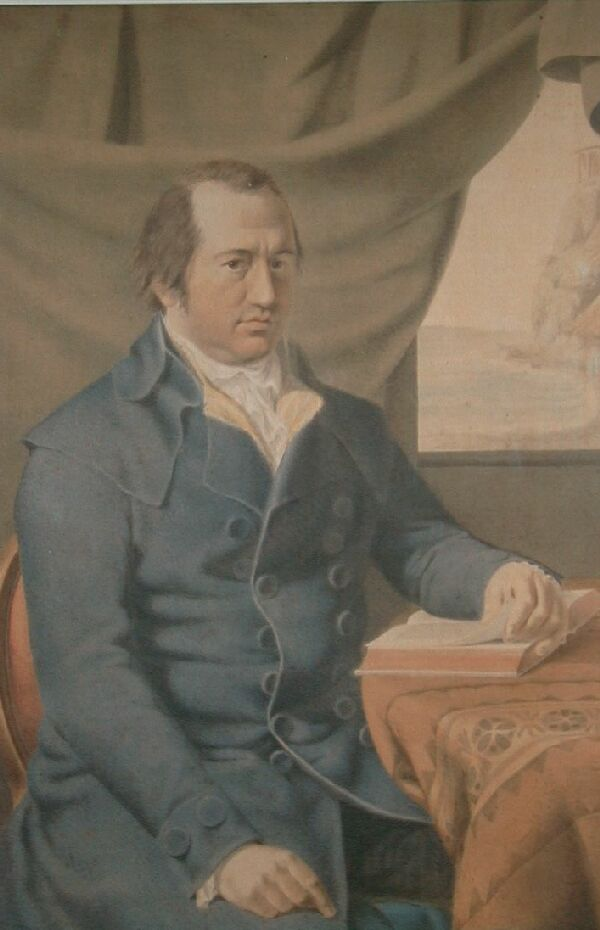
Goethe dipinto da Meyer nel 1794

Johann Heinrich Meyer (Stafä, 16 marzo 1760 – Jena, 14 ottobre 1832) è stato un pittore e critico d'arte svizzero.

## Biografia
Heinrich Meyer nacque il 16 marzo del 1760 a Stafä, presso Zurigo. Studia pittura con l'artista svizzero Johann Heinrich Füssli fino al 1784, anno in cui si trasferisce a Roma. Nella Capitale, la mattina del 2 novembre 1786 incontra lo scrittore tedesco Johann Wolfgang von Goethe, che di lui, a primo impatto scrive: 
(Goethe, da Viaggio in Italia)
Nel 1788 Meyer è come insegnante d'arte a Napoli, dove lavora e stringe amicizia con il pittore Johann Heinrich Wilhelm Tischbein (1751-1829).Qui incontra la Duchessa Anna Amalia di Brunswick-Wolfenbüttel (1739-1807) ed il filosofo Johann Gottfried Herder (1744-1803). A Venezia, incontra di nuovo tra il 1790 e il 1791 Goethe. Meyer non si separerà mai più dal tedesco, diventando suo amico e consigliere. Infatti, dopo la parentesi italiana goethiana, l'artista svizzero seguirà lo scrittore nel 1791 a Weimar, col grado di consigliere aulico. Nel 1798 Henry Meyer mette insieme con Goethe la rivista d'arte Propilei, e nel gennaio 1803 sposò Weimaranerin Amalie di Koppenfels, di undici anni più giovane.Trasferitasi in un primo momento a Jena, la coppia tornò successivamente a Weimar;l'unione tra Heinrich e sua moglie rimase senza figli, ma fu comunque un matrimonio felice. Amalie morì nel 1825: lo svizzero non si sposerà mai nuovo. Rimase nella città tedesca fino al 1832, anno della morte di entrambi: infatti Goethe perse la vita in 22 marzo 1832, mentre Meyer morì qualche mese più tardi, il 14 ottobre.Meyer seguì costantemente il lavoro di critico storico ed artistico di Goethe, a volte firmandosi addirittura come anonimo mentore, e collaborò negli scritti del poeta sui vari periodici come il Die Horen, diretto da Friedrich Schiller.